# Cappella di Santa Maria della Natività
La cappella di Santa Maria della Natività è un edificio religioso che si trova a Mosogno, frazione di Onsernone in Canton Ticino, in località Bairone.

## Storia
Fu eretta nel 1657.

## Descrizione
Ha una pianta rettangolare, coro quadrato, due cappelle laterali e un campanile e restaurata fra il 1944 e il 1945, viene aperta una volta all'anno, in estate, per celebrare una funzione religiosa. Particolarmente ricchi di decorazioni gli interni: l'altare ligneo (1787), in stile barocco, ospita una pala con La Natività della Vergine (1791) e due reliquiari in legno (1675), mentre la cappella destra ospita la pala che raffigura La Madonna di Montaigu (1707), opera di Remy François Mignon e quella di sinistra la Madonna di Re con sant'Ignazio di Loyola e san Luigi Gonzaga e quattro dipinti su tela ispirati alle stazioni secentesche della via crucis. Alcune delle tele conservate nell'edificio religioso vennero donate da mosognesi emigrati all'estero. Il soffitto della navata, a travature, è ligneo, mentre il coro ne ha uno in gesso. Sulla facciata due dipinti secenteschi: Madonna tra San Giuseppe e San Francesco d'Assisi e San Carlo Borromeo e San Cristoforo.